# Хоум (Вашингтон)
Хоум (енгл. Home) насељено је место без административног статуса у америчкој савезној држави Вашингтон.

## Демографија
По попису из 2010. године број становника је 1.377.
| Група             | 2000.    | 2010.         |
| Белци             | 0 (0,0%) | 1.232 (89,5%) |
| Афроамериканци    | 0 (0,0%) | 4 (0,3%)      |
| Азијати           | 0 (0,0%) | 12 (0,9%)     |
| Хиспаноамериканци | 0 (0,0%) | 43 (3,1%)     |
| Укупно            | 0        | 1.377         |